# 扎利茲齊
49°47′42″N 25°22′46″E / 49.79500°N 25.37944°E
扎利茲齊（羅馬化：Zaliztsi），1992年前名为扎洛日齐，是烏克蘭西部捷爾諾波爾州特諾皮爾區扎利茲齊市鎮的鎮以及該市鎮之行政中心，處於塞雷特河畔，始建於1483年，面積4.4平方公里，2022年人口估计为2,498，人口密度每平方公里614.3人。

## 備註
1. ↑  烏克蘭語羅馬化：Zalozhtsi